# Sphingius punctatus
Sphingius punctatus är en spindelart som beskrevs av Christa L. Deeleman-Reinhold 200. Sphingius punctatus ingår i släktet Sphingius och familjen månspindlar. Inga underarter finns listade i Catalogue of Life.